# Dichaetomyia inflaciliola
Dichaetomyia inflaciliola este o specie de muște din genul Dichaetomyia, familia Muscidae, descrisă de Shinonaga în anul 2000. Conform Catalogue of Life specia Dichaetomyia inflaciliola nu are subspecii cunoscute.